# Oeceoclades cordylinophylla
Oeceoclades cordylinophylla là một loài thực vật có hoa trong họ Lan. Loài này được (Rchb.f.) Garay & P.Taylor mô tả khoa học đầu tiên năm 1976.